# Loïc Vliegen
Loïc Vliegen (Rocourt, 20 de diciembre de 1993) es un ciclista profesional belga que desde 2024 corre para el equipo belga Wagner-Bazin WB. 

## Trayectoria
Finalizó la temporada 2014 en calidad de stagiaire (aprendiz a prueba) en el equipo ProTeam BMC Racing, debido a sus buenos resultados en su equipo filial, donde logró segundos lugares en el Trofeo Internacional Jong Maar Moedig y en la Flecha de las Ardenas.
Dio el salto definitivo al BMC Racing Team el 1 de julio de 2015, por una parte por sus muy buenos resultados en carreras de menor categoría y para suplir las bajas de algunos corredores lesionados del equipo. En el 2015, ganó la Flecha de las Ardenas y etapas en el Tour de Bretaña, la Carrera de la Paz sub-23 y el Tour de Saboya. De cara a la temporada 2019 firmó con el Wanty-Groupe Gobert por 2 años.

## Palmarés
2014 (como amateur)
- Tríptico de las Ardenas, más 1 etapa

2015 (como amateur)
- 1 etapa del Tour de Bretaña
- Flecha de las Ardenas
- 1 etapa de la Carrera de la Paz sub-23
- 1 etapa del Tour de Saboya

2019
- Tour de Valonia, más 1 etapa

2020
- Tour de Doubs

## Resultados en Grandes Vueltas y Campeonatos del Mundo
Durante su carrera deportiva ha conseguido los siguientes puestos en las Grandes Vueltas:
| Carrera         | Carrera         | 2015 | 2016 | 2017  | 2018 | 2019 | 2020 | 2021  | 2022 | 2023 | 2024 |
| --------------- | --------------- | ---- | ---- | ----- | ---- | ---- | ---- | ----- | ---- | ---- | ---- |
|                 | Giro de Italia  | —    | —    | —     | Ab.  | —    | —    | —     | Ab.  | —    | —    |
|                 | Tour de Francia | —    | —    | —     | —    | —    | —    | F. c. | —    | —    | —    |
|                 | Vuelta a España | —    | —    | 112.º | —    | —    | —    | —     | —    | —    | —    |
| Mundial en Ruta | Mundial en Ruta | —    | —    | —     | —    | —    | 40.º | —     | —    | —    | —    |

—: no participa

Ab.: abandono

F. c.: fuera de control